# نت باس
نت باس هو برنامج للتحكم عن بعد في نظام كمبيوتر ويندوز عن طريق شبكة.
تم إصداره عام 1998 كمزحة لاكن تم استخدامه كحصان طروادة،حيث يقوم بتسجيل ضربات لوحة المفاتيح, وتصفح الملفات، والقيام بتشغيل صور على شاشة الضحية، وتشغيل صوت ،وإغلاق الحاسوب وغيرها.